# St. Nikolaus (Brzeg)

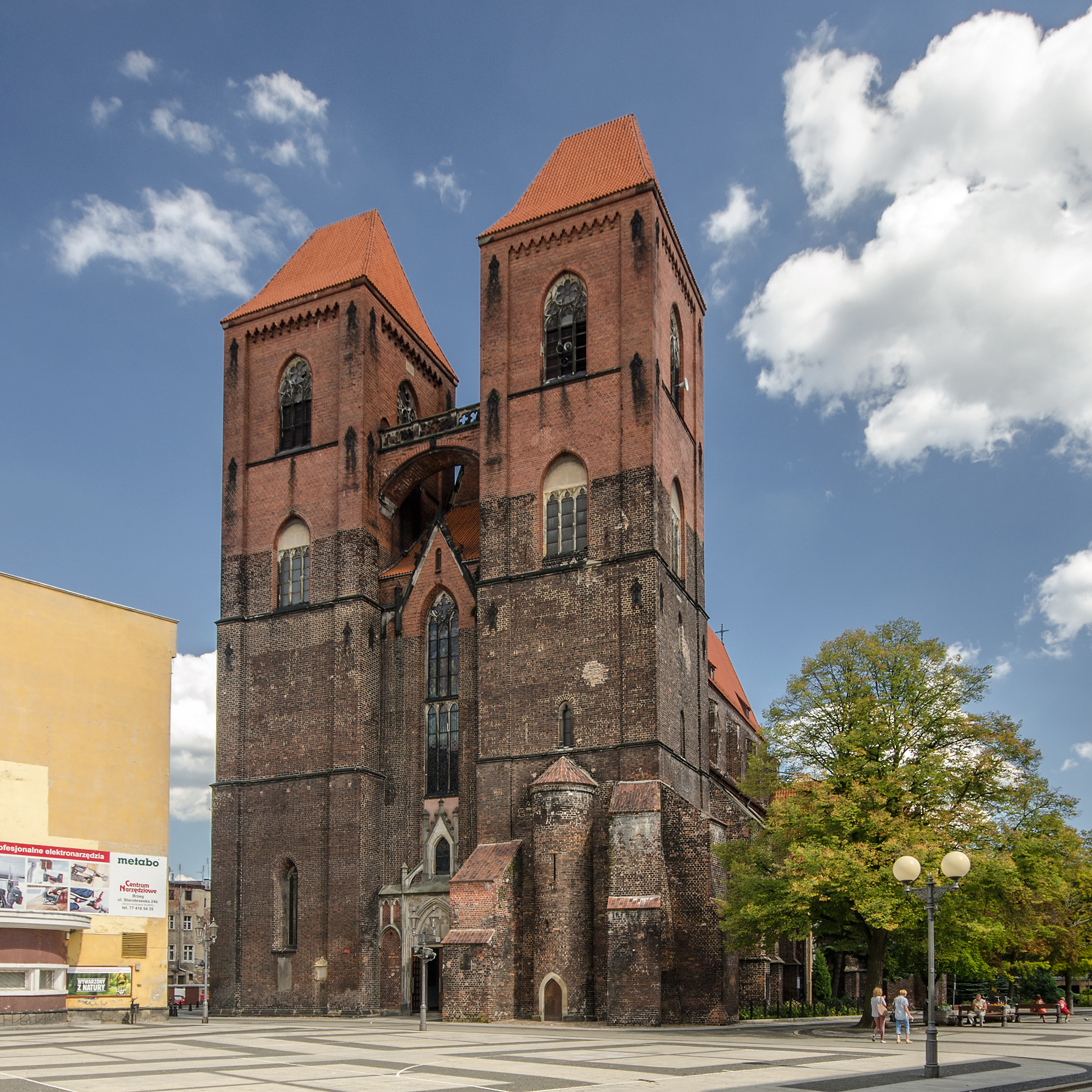
Westportal der Nikolaikirche

Die Kirche St. Nikolaus (poln. Kościół św. Mikołaja) befindet sich in der Altstadt von Brzeg (dt. Brieg) am Jana-Pawła-II-Platz in der Woiwodschaft Oppeln. Die gotische Backsteinkirche war bis 1945 die evangelische Stadtkirche der Stadt. 

## Geschichte

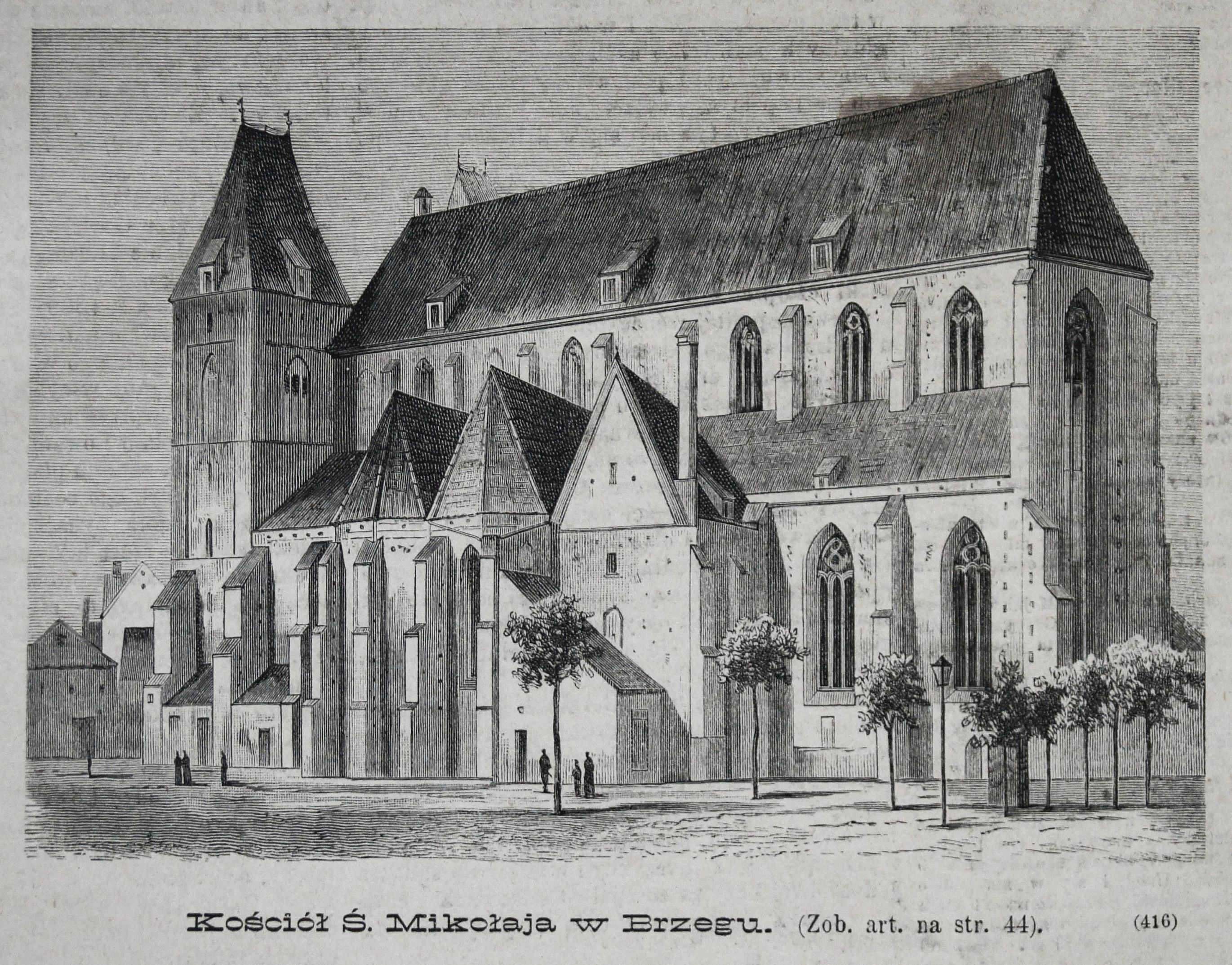
Holzstich von 1884

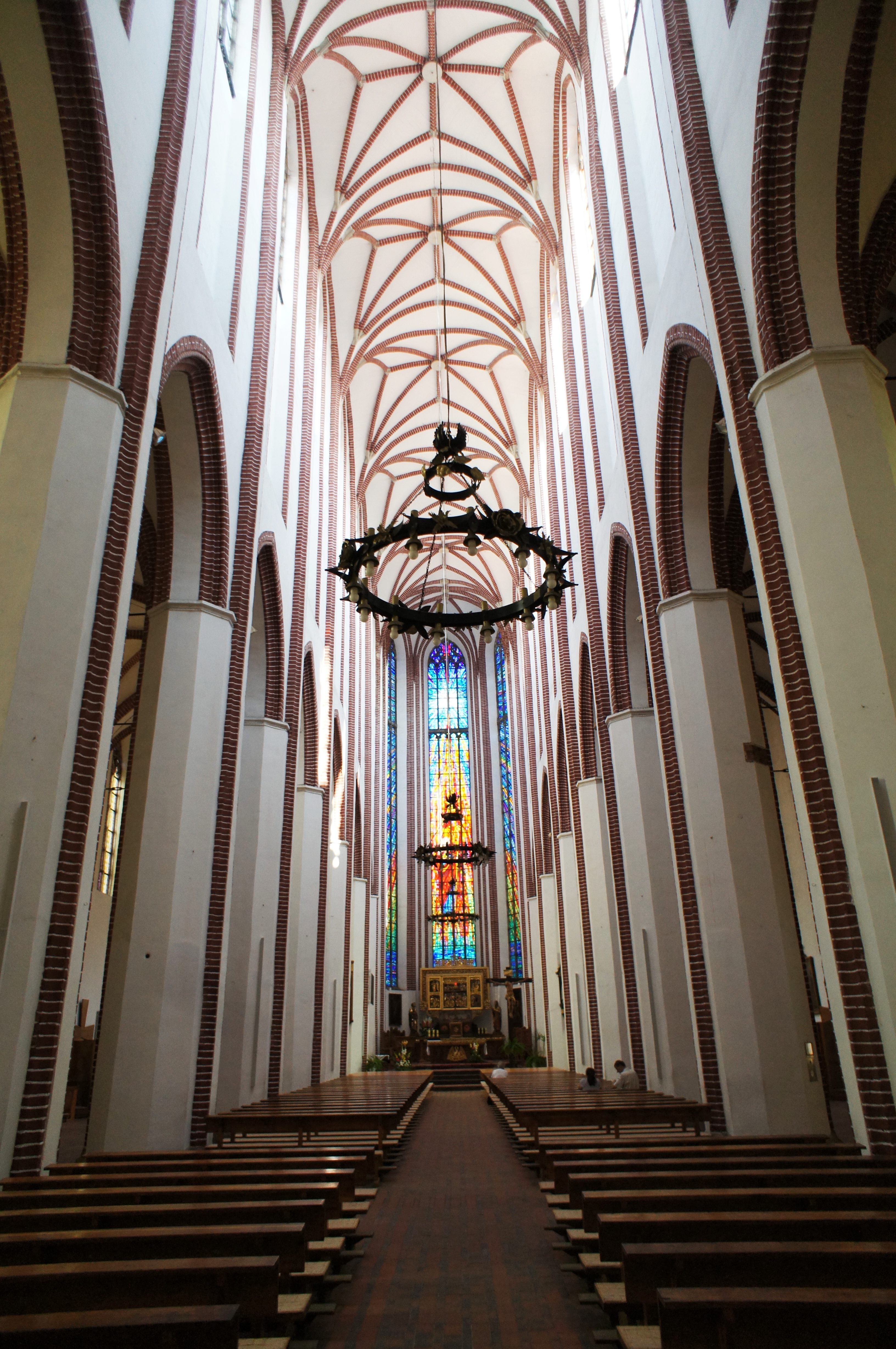
Innenraum der Kirche

Die Kirche wurde zwischen 1365 und 1417 an der Stelle der damaligen Pfarrkirche errichtet. Zuvor wurde bereits im Jahr 1279 eine Kirche an der gleichen Stelle erwähnt. Zwischen 1383 und 1390 wurde der Chor unter H. Pfeifferfleisch erbaut. Die Außenmauern der Kirche wurden 1389 fertiggestellt. 1524 wurde die Kirche protestantisch. Mit der Bildung der Evangelischen Kirche in den Königlich Preußischen Landen ab 1817 kam die Kirchengemeinde an die Kirchenprovinz Schlesien und gehörte zum Kirchenkreis Brieg.
Zwischen 1856 und 1885 wurde das Gotteshaus saniert. Zwischen 1884 und 1885 erhöhte man die Westtürme, und die Kirchenvorhallen wurden umgebaut. Weiterhin wurden unter Leitung des Architekten Carl Johann Lüdecke ein neogotischer Giebel, ein neues Portal und ein neues Fenster an der Westseite hinzugefügt. 
1945 wurde die Kirche beim Kampf um die Stadt zerstört und brannte aus. Nachdem Brieg unter polnische Verwaltung gekommen war, wurde die Kirche zur römisch-katholischen Pfarrkirche. Zwischen 1958 und 1967 erfolgte der Wiederaufbau der Kirche auf Initiative des Priesters Kazimierz Makarski. 
Die Kirche wurde am 15. November 1958 unter der Nummer 683/63 in das Verzeichnis der Baudenkmäler der Woiwodschaft Oppeln eingetragen.

## Architektur
Die St.-Nikolaus-Kirche hat mit 30 m eines der höchsten Hauptschiffe Schlesiens. Die Kirche besitzt ein dreischiffiges, achtjochiges Langhaus. Das Hauptschiff ist mit Sternengewölben abgeschlossen. 
Vom alten reich ausgestatteten Innenraum blieben bürgerliche Gedenktafeln (von der Renaissance bis zum Barock) erhalten. Im Chor befindet sich das gotische, im Jahr 1500 entstandene Triptychon (Flügelaltar). Während des Wiederaufbaus entdeckte man in der Sakristei gotische Polychromie, deren Entstehungszeit auf 1418 bis 1428 datiert wird. In der Nikolaikirche nimmt der Wanderweg der mittelalterlichen Polychromie (blaue Markierung) seinen Anfang. Den Chor wie auch die Räume hinter der Orgel und in den Seitenschiffen schmücken moderne Buntglasfenster.

## Ausstattung

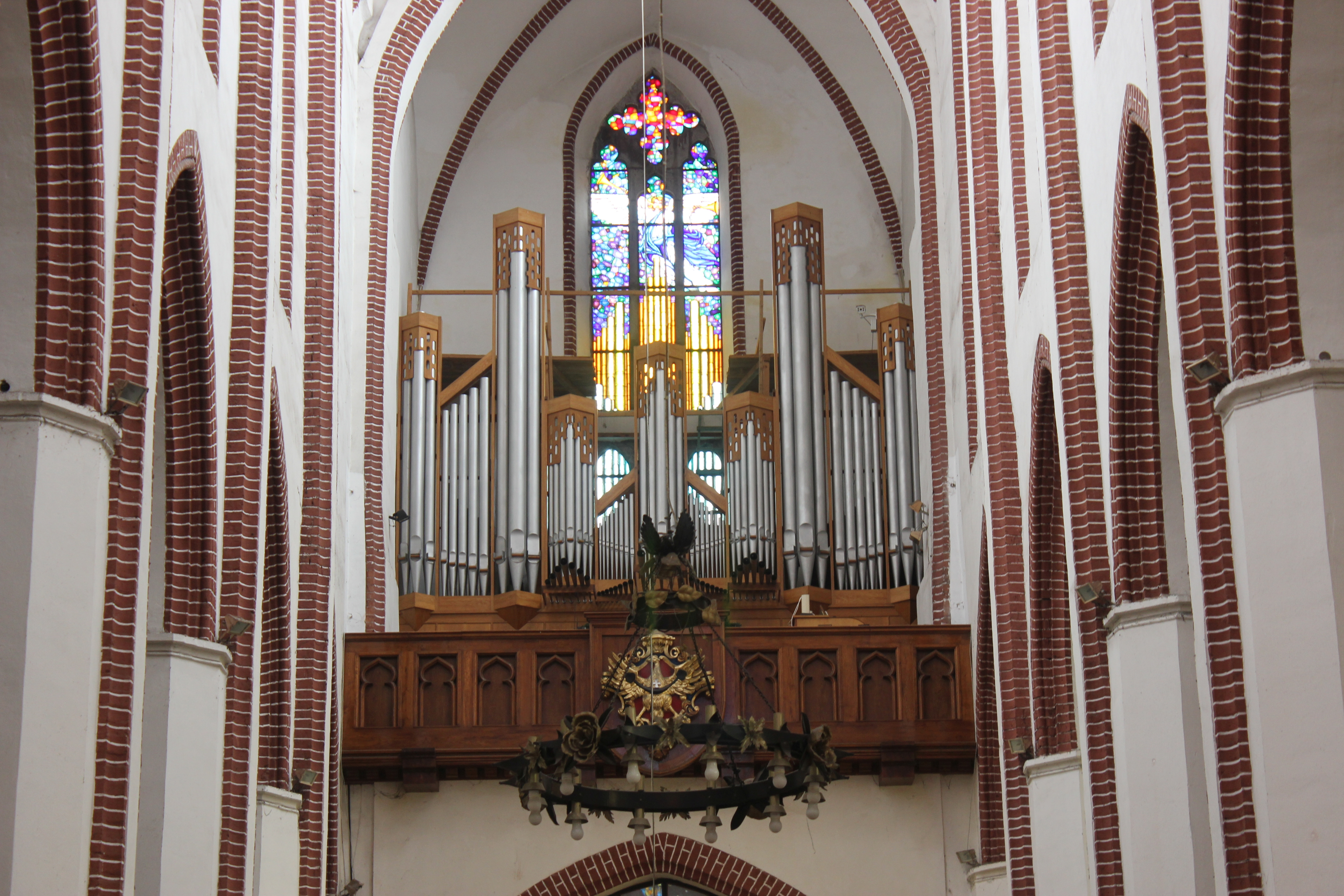
Blick auf die Orgel

Die Orgel wurde 1986 von den Orgelbauern Gebrüder Stanisław und Bolesław Broszko erbaut. Das Schleifladen-Instrument hat 60 Register auf vier Manualwerken und Pedal. Die Spiel- und Registertrakturen sind elektrisch.
| I Hauptwerk C–a3    |        |
| Gedakt Pomer        | 16'    |
| Pryncypał           | 08'    |
| Gamba               | 08'    |
| Flet Kryty          | 08'    |
| Oktawa              | 04'    |
| Holzflet            | 04'    |
| Kwinta              | 02 ⁄3' |
| Oktawa              | 02'    |
| Kornet III          |        |
| Mixtura V           |        |
| Szarf IV            |        |
| Trąbka (horizontal) | 08'    |

| II. Manuał C–a3  |         |
| Gedakt           | 16'     |
| Pryncypał Włoski | 08'     |
| Rurflet          | 08'     |
| Viola            | 08'     |
| Prestant         | 04'     |
| Róg Nocny        | 04'     |
| Nasard           | 02 ⁄3'  |
| Super Oktawa     | 02'     |
| Flet Leśny       | 02'     |
| Tercja           | 01 3⁄5' |
| Mixtura V        |         |
| Obój             | 08'     |
| Klarino          | 04'     |
| Tremolo          |         |

| III Schwellwerk C–a3 |       |
| Gedakt               | 8'    |
| Unda Maris           | 8'    |
| Kwinta Dena          | 8'    |
| Pryncypał            | 4'    |
| Rurflet              | 4'    |
| Róg Nocny            | 2'    |
| Kwinta               | 1 ⁄3' |
| Siflet               | 1'    |
| Sesquialtera II      |       |
| Cymbel III           |       |
| Krumhorn             | 8'    |
| Tremolo              |       |

| IV. Manuał C–a3      |       |
| Pryncypał Skrzypcowy | 8'    |
| Portunal             | 8'    |
| Salicet              | 8'    |
| Gemshorn             | 4'    |
| Trawers Flet         | 4'    |
| Szpic Oktawa         | 2'    |
| Blokflet             | 2'    |
| Nasard               | 1 ⁄3' |
| Flażolet             | 1'    |
| Akuta III-IV         |       |
| Vox Humana           | 8'    |
| Tremolo              |       |

| Pedał C–f1    |         |
| Pryncypał Bas | 16'     |
| Subbas        | 16'     |
| Kwintbas      | 10 2⁄3' |
| Oktawbas      | 08'     |
| Pryncypał     | 08'     |
| Cello         | 08'     |
| Fletbas       | 08'     |
| Chorałbas     | 04'     |
| Flet          | 02'     |
| Mixtura VI    |         |
| Puzon         | 32'     |
| Puzon         | 16'     |
| Trompet       | 08'     |

- Koppeln: IV/I, III/I, II/I; IV/II, III/II; IV/III; IV/P, III/P, II/P, I/P
- Spielhilfen: Schwelltritt III, Crescendowalze, Feste Kombination: Piano, Forte, Tutti, 4 freie Kombinationen, Autom. Pedalumstellung ab, Zungen ab